# Maria Zell

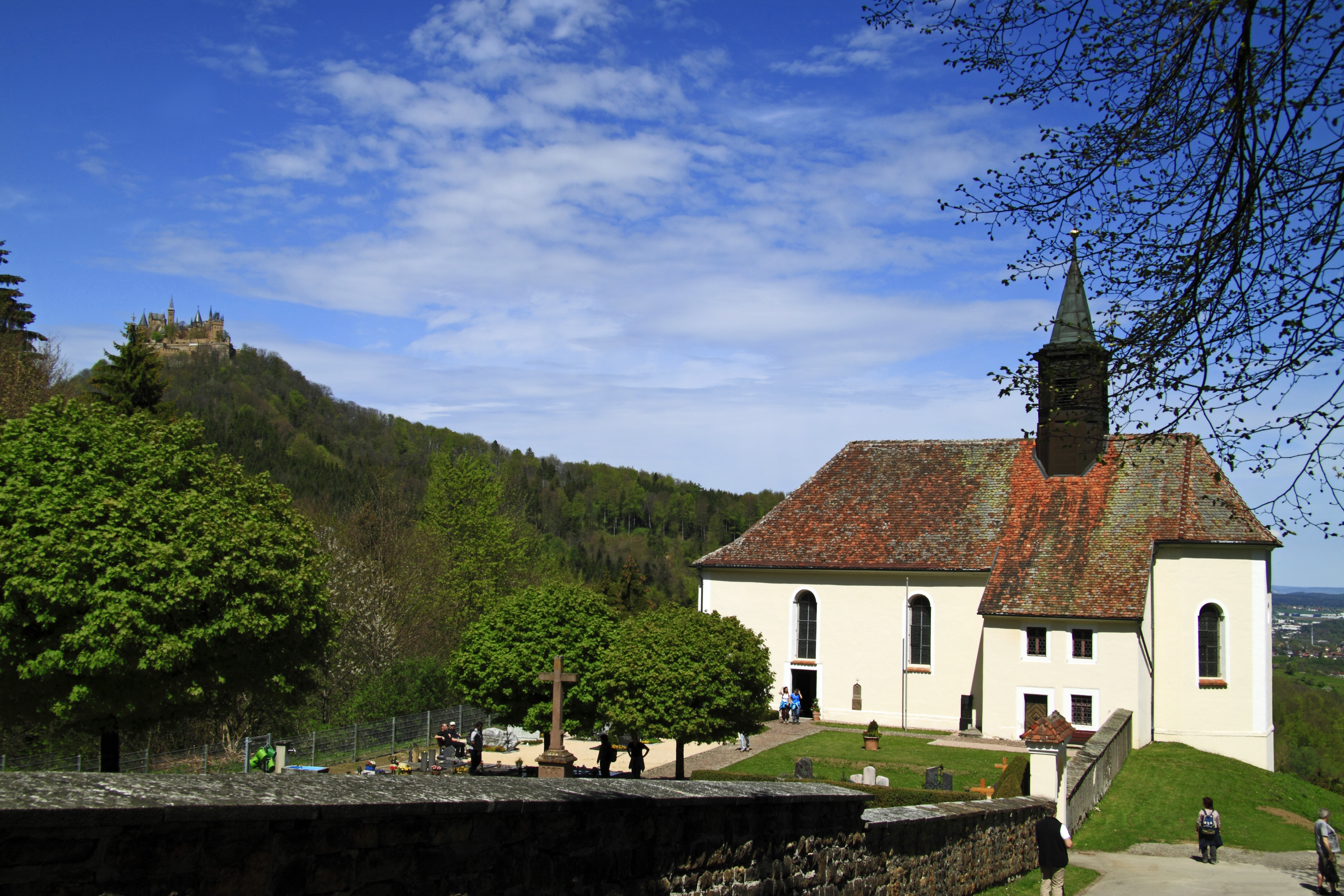
Wallfahrtskirche Maria Zell vor der Burg Hohenzollern

Die Wallfahrtskirche Maria Zell bei Hechingen (Ortsteil Boll) im Zollernalbkreis liegt direkt am Steilabfall der Schwäbischen Alb unterhalb des Zeller Horns mit Blick auf die Burg Hohenzollern und geht auf die im 15. Jahrhundert abgegangene Siedlung Zell zurück. Diese Siedlung entwickelte sich vermutlich aus einer Mönchszelle des Klosters St. Gallen. Dieses Kloster hatte im Jahre 789 ein Hofgut „am Abhange“ eines hohen Berges bei Hechingen geschenkt bekommen. Aus der Zelle wurde eine Siedlung Zell mit einem Ortsadel der Herren von Zell, einer Burg, der ehemaligen Burg Zell, und einer Pfarrkirche des St. Gallus.

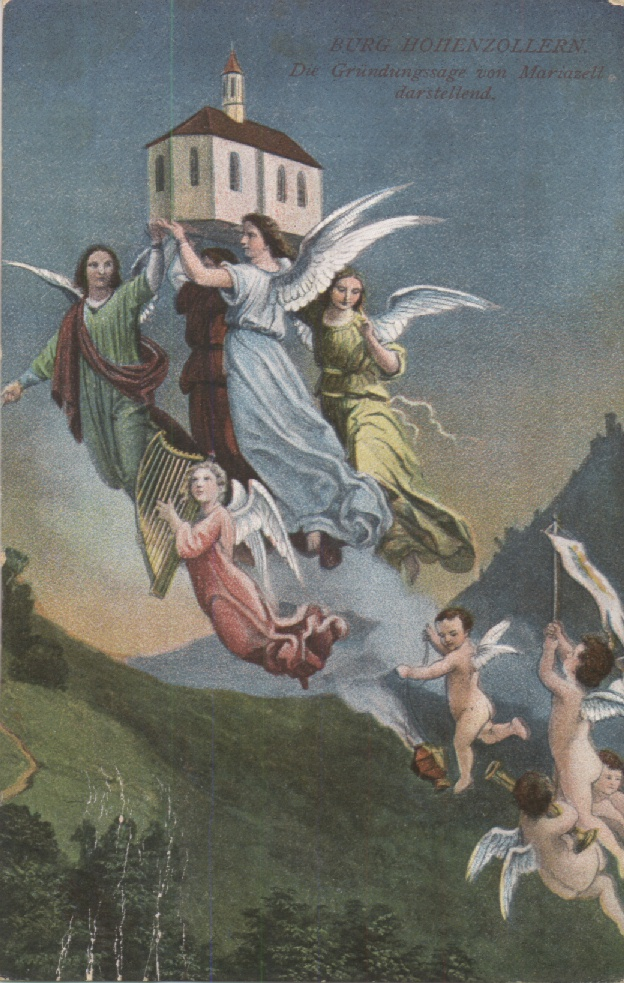
„Maria Zell unterm Zollernberge wird von Engeln gegründet“. Gemälde in der Bibliothek der Burg Hohenzollern, nach einer Reproduktion auf Postkarte um 1900

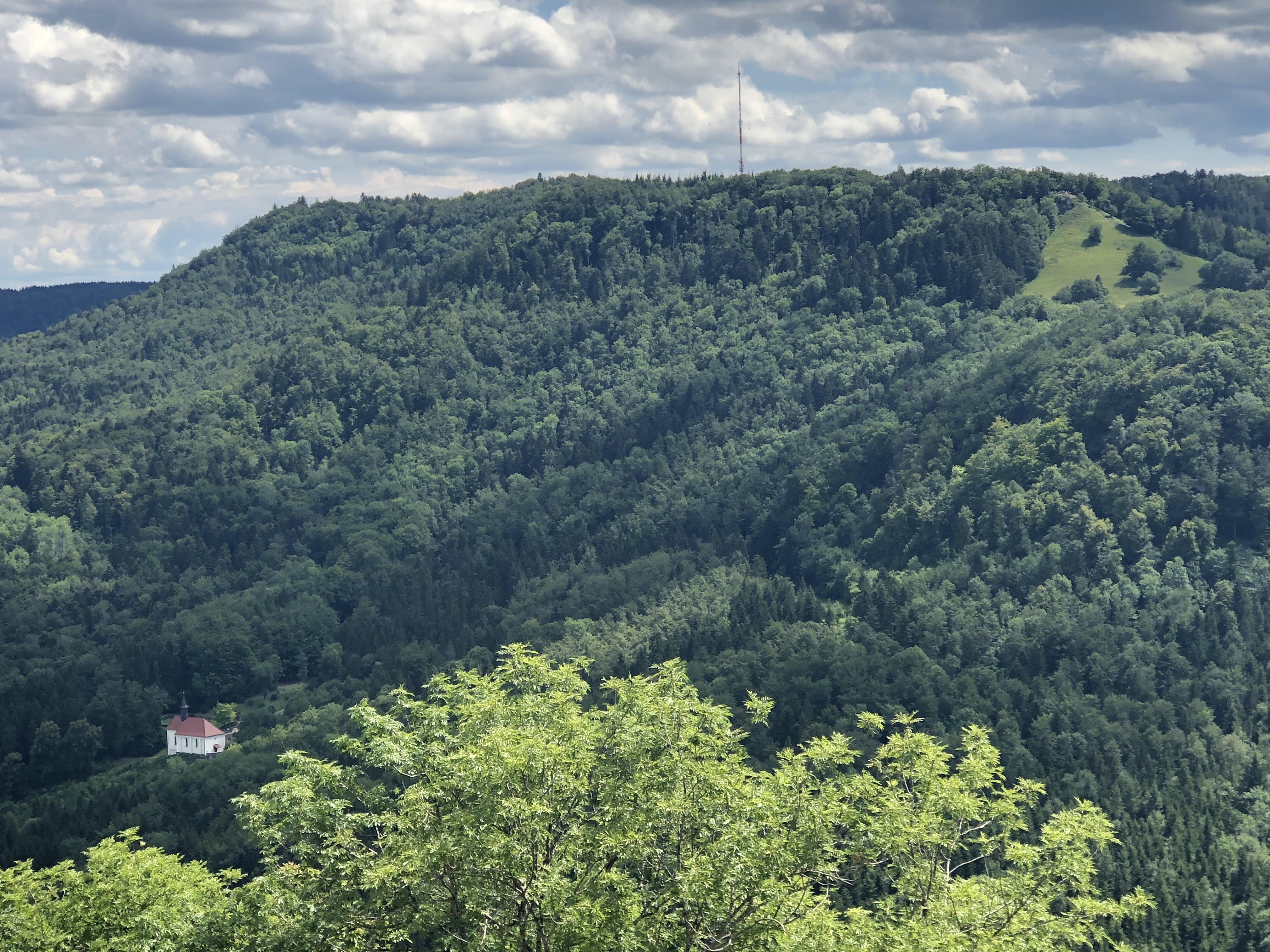
Maria Zell (links unten) von der Burg Hohenzollern aus gesehen unterhalb des Zeller Horns (rechts) und des Raichbergs (Mitte)

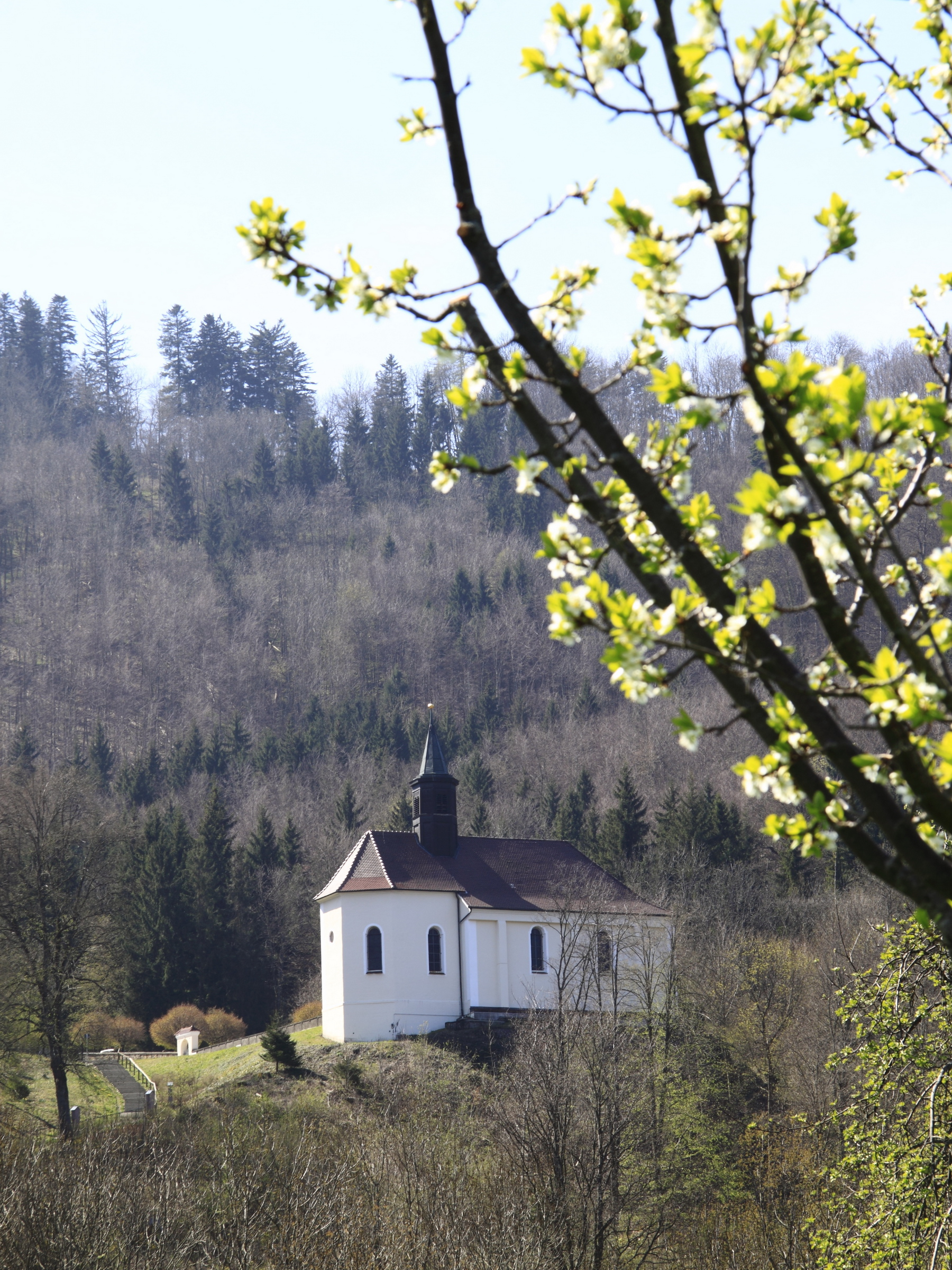
Maria Zell vor dem Albtrauf

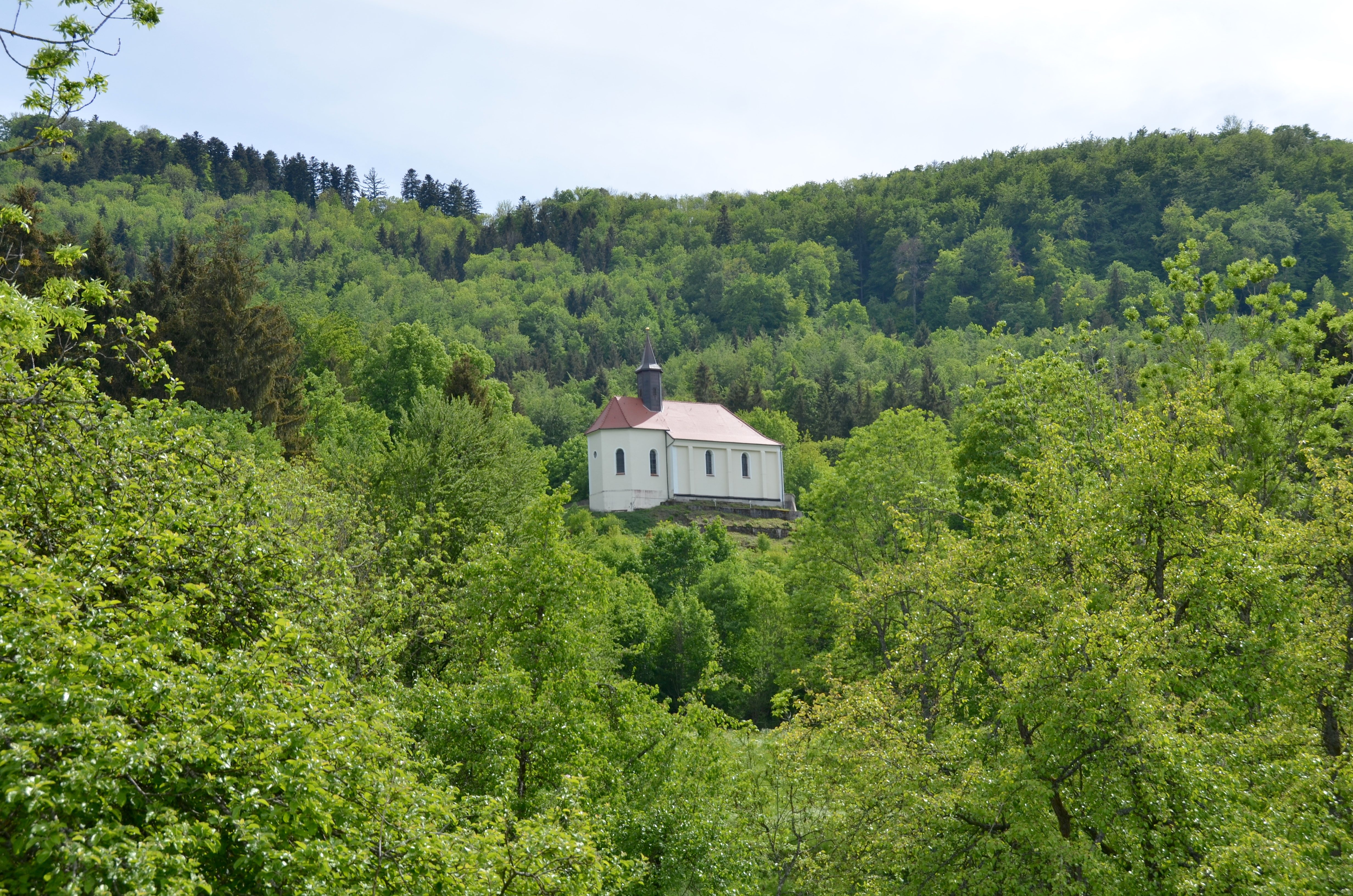

Die Herren von Zell waren die Ahnen der berühmten Adelsfamilie derer von Stauffenberg. Das Land um den Zollerberg war, lange bevor die Zollerngrafen den Berg in Besitz nahmen, Eigentum der Herren von Zell. Es wird vermutet, dass Zell der ursprüngliche Name der Stauffenberger gewesen ist. Seit die Stauffenberger das erbliche Schenkenamt bei den Grafen von Zollern innehatten, wurde Schenk zum Bestandteil ihres Nachnamens.
Eine Legende, die in der Bibliothek der Burg Hohenzollern dargestellt ist, erzählt, dass die Kirche Mariazell nach Boll verlegt worden sei. Engel hätten die Kirche jedoch über Nacht wieder an den ursprünglichen Platz zurückgetragen.
1633, im Dreißigjährigen Krieg, als die Burg Hohenzollern belagert wurde, brannte die Kapelle ab. Eine weitere Legende berichtet, dass das Gnadenbild der heiligen Maria dabei in wundersamer Weise gerettet wurde. Ein Soldat, der das Bild in die Flammen warf, sei am selben Tag ums Leben gekommen. Auf diesen Legenden gründet sich die Bedeutung als Wallfahrtsort und Pilgerstätte.
Die Kirche wurde bald nach dem Brand wieder aufgebaut und 1655 als Pfarrkirche von Boll geweiht. 1757 wurde sie erweitert und auf den Mauern des gotischen Vorgängerbaus umgebaut.
Die im Dachreiter der Kirche hängende Bienenkorbglocke aus dem 12. Jahrhundert ist vermutlich die älteste Glocke im Raum Baden-Hohenzollern. Sie wiegt rund 110 kg und hat den Schlagton fis´´.
In der Nacht vom 16. auf den 17. November 1911 wurde die Kirche durch ein schweres Erdbeben stark beschädigt. Die Renovierung wurde durch die Gemeinde Boll aus eigenen Finanzmitteln in dreijähriger Bauzeit bestritten.
Der Kunstmaler August Pfister aus Gruol bei Haigerloch erhielt den Auftrag, die Deckengemälde im Kirchenschiff (Maria Himmelfahrt) und im Chor (Maria Verkündung) neu zu malen. Das dritte Bild (Maria als Fürsprecherin der armen Seelen) vollendete er wegen des Ersten Weltkriegs erst 1919.
1943 wurde die Kirche durch ein Erdbeben beschädigt, am 22. Januar 1970 ein weiteres Mal. Die Restaurierungsarbeiten zogen sich über vier Jahre hin. Am Sonntag, dem 3. September 1978 erschütterte ein starkes Beben (Stärke 6) die Gegend und beschädigte Chor und Dach schwer.
Im Jahr 2001 wurde entlang des Aufstiegs zur Kirche ein Kreuzweg errichtet.

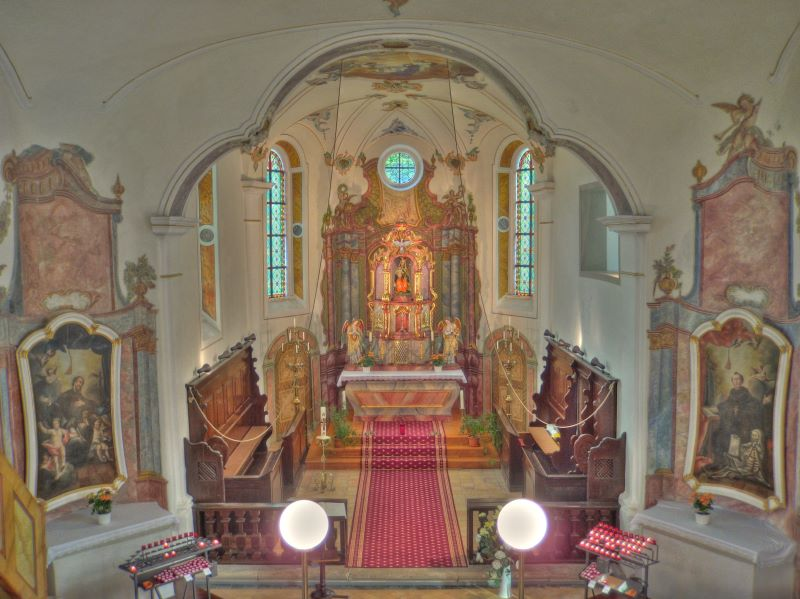
Chor, von der Empore aus gesehen
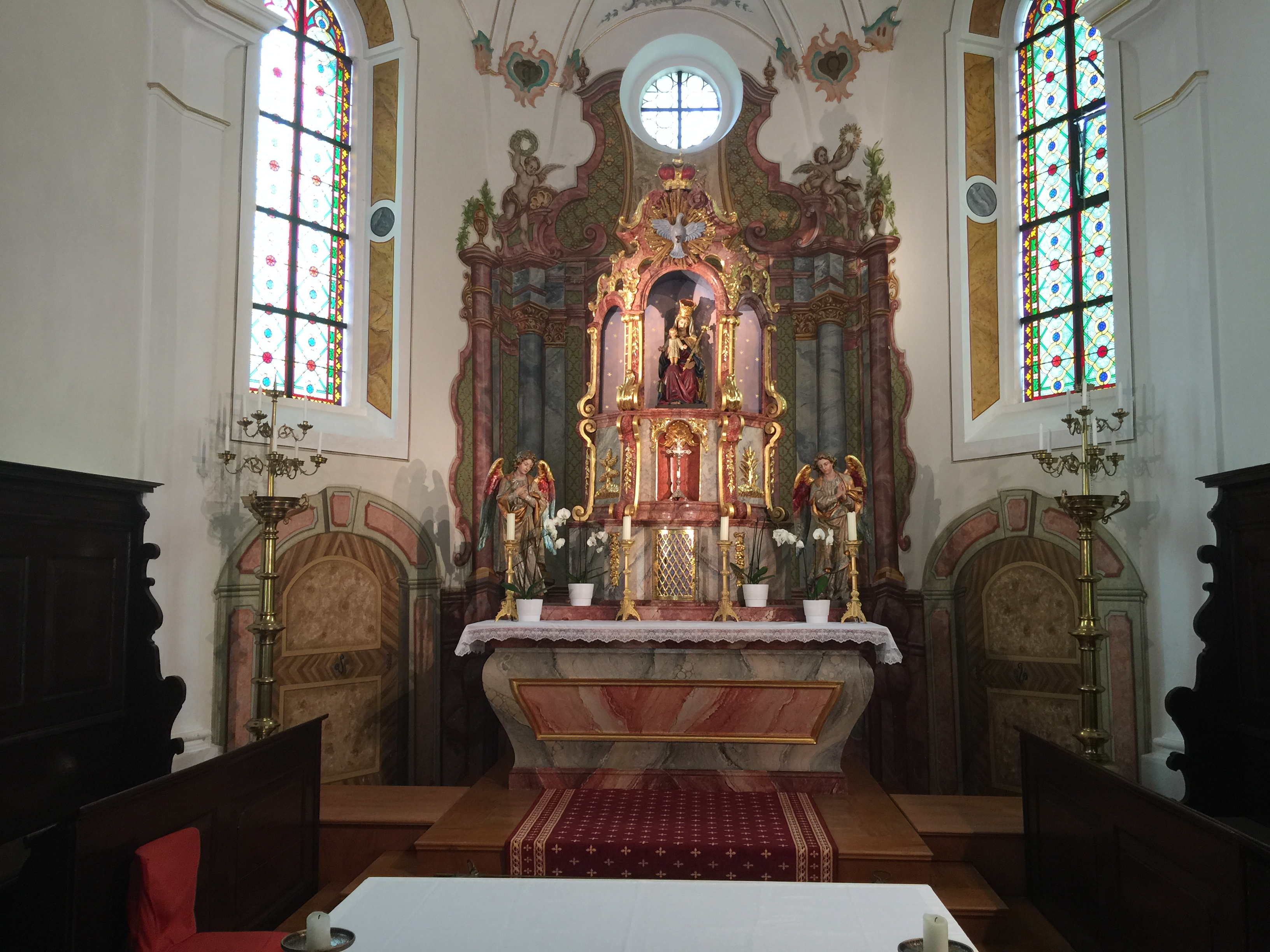
Chor, von unten aus gesehen
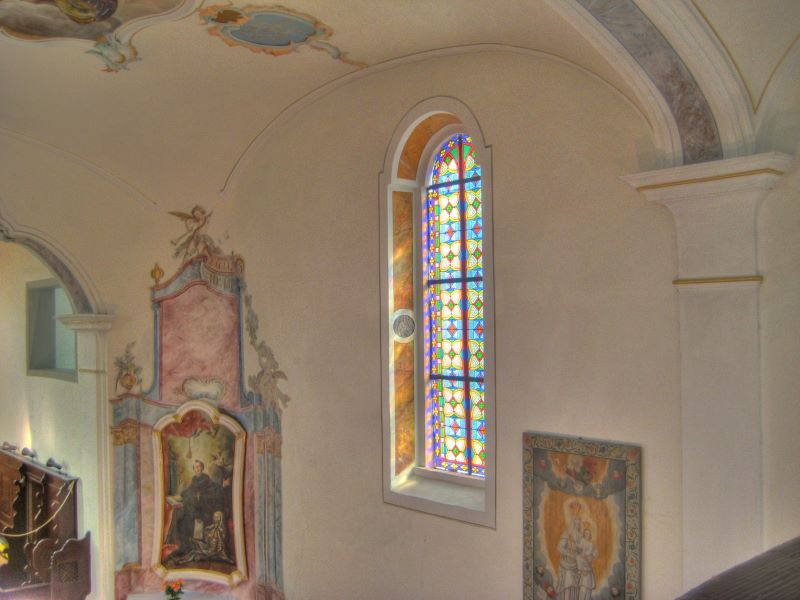
Seitenfenster auf der Friedhofsseite
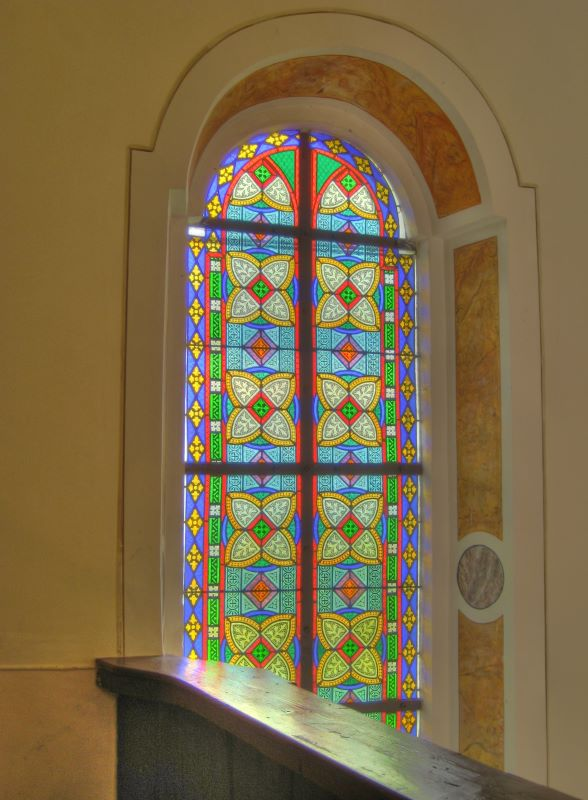
Detailaufnahme eines Seitenfensters
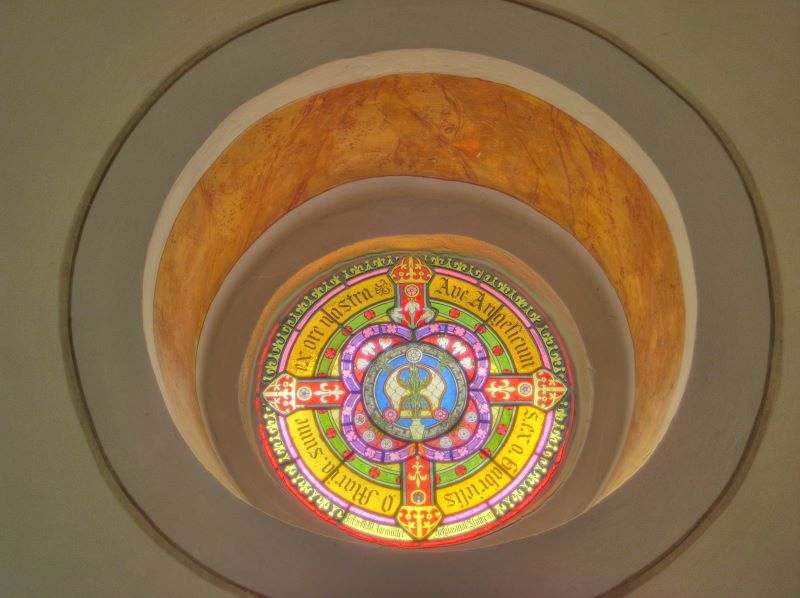
Rundfenster im hinteren Bereich der Kirche